# Лашко, Алексей Степанович
Алексей Степанович Лашко (1918—1992) — старший сержант Рабоче-Крестьянской Красной Армии, участник Великой Отечественной войны, Герой Советского Союза (1946), указ о награждении отменён.

## Биография
Алексей Лашко родился 23 апреля 1918 году в селе Онуфриевка. Проживал на железнодорожной станции Постниково в Сталинской области, работал крепильщиком на шахте № 15. На службу в Рабоче-крестьянскую Красную Армию он был призван Чистяковским районным военным комиссариатом Сталинской области Украинской ССР в августе 1941 года. Участвовал в боях Великой Отечественной войны. В октябре 1941 года в боях у станции Лозовая получил ранение в ногу и остался на оккупированной территории, где прятался у местных жителей до выздоровления. В ноябре Лашко вернулся в Постниково, которое к тому времени уже было занято немецкими войсками. В феврале 1942 года Лашко был отправлен в лагерь для военнопленных, а затем оттуда направлен на работы в Германию. По пути в Германию Лашко бежал из поезда вместе с группой других военнопленных, проломив стенку вагона и выпрыгнув на ходу, после чего вернулся в Постниково. В июне 1942 года, стремясь избежать угона в Германию, Лашко поступил на службу в полицию. Служил в жандармерии, нёс службу по охране складов, мостов и военных объектов. В январе 1943 года по состоянию здоровья (представил фальшивую справку что тяжело болен) Лашко был уволен из жандармерии. В сентябре 1943 года, после освобождения Постниково советскими войсками, Лашко был повторно призван в армию. Свою коллаборационистическую деятельность он скрыл. Был зачислен пулемётчиком 899-го стрелкового полка 248-й стрелковой дивизии.
К декабрю 1943 года Лашко был трижды ранен: 11 ноября 1941 года, 3 апреля 1942 года, 17 августа 1943 года.
В сентябре 1943 года командир пулемётного отделения 3-го стрелкового батальона 899-го стрелкового полка 248-й Одесской стрелковой дивизии старший сержант Алексей Лашко участвовал в составе своего подразделения в освобождении станции Рог Сталинской области. В бою огнём пулемёта он уничтожил 11 вражеских солдат и офицеров. В этом бою он получил четвёртое по счёту ранение. Своими действиями Лашко в том бою обеспечил успешное выполнение боевой задачи батальона. Приказом по 899-му стрелковому полку от 21 декабря 1944 года № 23/н старший сержант Алексей Лашко был за участие в этом бою награждён медалью «За отвагу».
Был ещё раз ранен 2 декабря 1943 года.
В ходе форсирования Одера 1 февраля 1945 года Лашко первым из роты капитана Бориса Толокнова переправился через Одер в районе Грос-Нойендорф и ворвался в населённый пункт, уничтожив в уличных боях 18 солдат и офицеров противника. 2 февраля в ходе боёв за плацдарм Лашко заменил собой убитого пулемётчика и принял активное участие в отражении немецкой контратаки, уничтожив огневую точку и более 12 солдат противника. За отличие в тех боях был награждён орденом Красной Звезды.
В апреле 1945 года Лашко участвовал в штурме Берлина. Отличился во время боёв на улицах города, захвате городского почтамта и рейхсканцелярии. Был тяжело ранен.
Указом Президиума Верховного Совета СССР от 15 мая 1946 года за «отвагу и геройство в боях с немецкими захватчиками в Великой Отечественной войне» старший сержант Алексей Лашко был удостоен высокого звания Героя Советского Союза. Орден Ленина и медаль «Золотая Звезда» не вручались.
После окончания войны Лашко был демобилизован. В марте 1946 года вернулся в Донбасс, был рабочим на восстановлении шахты № 15. Осенью 1947 года, когда местным партийным органам стало известно о присвоении Лашко звания Героя Советского Союза, Катыковский райком ВКП(б) возбудил ходатайство об отмене награждения. Ходатайство поддержал и обком ВКП(б). Вопрос в течение двух лет рассматривался в Президиуме Верховного Совета СССР. В результате 22 июля 1950 года указ о присвоении Лашко звания Героя Советского Союза был отменён. В отношении остальных наград было принято решение Лашко их не лишать и к судебной ответственности его не привлекать как искупившего вину.
Проживал в посёлке Постниково, работал крепильщиком на шахте № 15 треста «Зуевантрацит» комбината «Сталинуголь». Умер 16 июня 1992 года, похоронен в городе Шахтёрске Донецкой области.